# Papa Sabinià
Sabinià (llatí: Sabinianus, Blera, 530 – Roma, 22 de febrer de 606) va ser el 65è papa de l'Església catòlica, des del 13 de setembre de 604, després de romandre la Santa Seu vacant durant sis mesos,fins a la seva mort el 22 de febrer de 606. El seu pontificat es va produir durant la dominació romana oriental del papat. Va ser el quart antic apocrisiarius de Constantinoble a ser elegit papa.

## Biografia

### Apocrisariat
Sabinià va néixer a Blera (Bieda) prop de Viterbo. Havia estat enviat pel papa Gregori I, que tenia una alta opinió d'ell, com apocrisiarius a la cort imperial de Constantinoble. El 595, Gregori es va indignar per la manca de resolució de Sabinià en la discussió amb l'emperador Maurici sobre la disputada assumpció del títol de "patriarca ecumènic" per part de Joan IV Nesteutes, desafiant el pontífex romà. Aleshores, Sabinià va ser recordat i enviat en missió a la Gàl·lia el mateix any. Va tornar a Roma el 597.

### Pontificat
Sabinià va ser elegit per succeir a Gregori probablement el març de 604, però va haver d'esperar la ratificació imperial abans de ser consagrat al setembre. Durant el seu pontificat, Sabinià va ser vist com un contrapunt a Gregori I. El Liber pontificalis l'elogia per "omplir l'església de clergat", en contrast amb Gregori, que tendia a omplir els càrrecs eclesiàstics amb monjos. Sabinià era una expressió del descontentament que el papa Gregori I havia generat en alguns cercles eclesiàstics quan, ja a l'inici del seu pontificat, havia seguit una línia de "moralització" de la cúria romana allunyant els laics i els eclesiàstics de càrrecs importants i confiant-los a monjos benedictins, tots homines novi amb poca experiència, i sense respectar l'antiguitat i les jerarquies. Per tant, sobretot, les classes altes no esperaven res més que la mort de Gregori per recuperar les posicions perdudes. Sabinià, influenciat per aquella elit eclesiàstica i humiliat per la retirada a Roma de la seva prestigiosa posició a Constantinoble, va implementar una línia en fort contrast amb la del seu predecessor, reasignant al clergat "tradicional" els càrrecs eclesiàstics ja confiats als monjos i superiors,
Sabinià va incórrer en la impopularitat per les seves economies intemporals, encara que el Liber pontificalis afirma que va distribuir gra durant una fam a Roma sota el seu pontificat. Mentre que Gregori va distribuir gra a la població romana quan s'aproximava la invasió, quan el perill havia passat, Sabinià els el venia a preus abusius. En canvi d'altres fonts, com el Liber Pontificalis, expliquen que Sabinià també regalava el gra, comportament poc caritatiu, que va atreure l'odi dels romans i que va ser la causa de la seva probable mort violenta arran d'una revolta popular.
Com que no va poder o no volia permetre que la gent tingués el gra per poc o per res, van créixer en èpoques posteriors una sèrie de llegendes en què es representava el seu predecessor castigant-lo per l'avarícia. Sabinià va morir el 22 de febrer de 606. La seva processó fúnebre per la ciutat va haver de canviar de rumb per evitar romans hostils. Segons una llegenda, el mateix Gregori se li va aparèixer en un somni advertint-lo pel seu comportament, però com que Sabinià no va mostrar cap senyal de voler canviar d'actitud, Gregori el va colpejar amb el bàcul , provocant-li ràpidament la mort.
Onofrio Panvinio, en el seu Epitome pontificum Romanorum de 1557, atribueix a Sabinià la introducció del costum de tocar les campanes a les hores canòniques i la celebració de l'Eucaristia. La primera atribució d'això va ser a la Rationale Divinorum Officiorum de Guillaume Durand del segle xiii.
Sabinià va morir el 22 de febrer de 606, probablement arran d'una insurrecció popular, i va ser enterrat a Sant Pere, on la processó arribava en secret, pels carrers secundaris.